# Lusinhan lo Petit
Lusinhan Petit (en francès Lusignan-Petit) és un municipi francès situat al departament d'Òlt i Garona i a la regió de la Nova Aquitània.

## Demografia
| 1962                                       | 1968 | 1975 | 1982 | 1990 | 1999 | 2007 |
| ------------------------------------------ | ---- | ---- | ---- | ---- | ---- | ---- |
| 177                                        | 204  | 206  | 245  | 279  | 273  | 349  |
| Des de 1962: població sense dobles comptes |      |      |      |      |      |      |

## Administració
| Període | Identitat           | Partit |
| ------- | ------------------- | ------ |
| 2008-   | Michèle Suberbielle |        |